# Тавади
Тавади (на грузински: თავადი от тави – глава) е грузинска феодална титла, приравнена на княз, съществувала между 15 и 18 век. Носи се от богати дворяни, имащи собствени владения – княжества, наречени сатавадо. Подобно на крупните европейски феодали като херцози, графове и барони, те са притежатели на замъци, села, крепостни селяни, манастири и отговарят за няколко васални дворянски фамилии (азнаури). В ръцете на тавадите е съсредоточена политическата, административната, военната и съдебната власт. Те се ползват с данъчен, административен и съдебен имунитет. Поддържат собствени военни отряди, които се състоят от азнаури и мсахури. Главното им задължение е, по искане на царя, да воюват начело на дружините и опълчението си.

## Йерархия във феодална Грузия
- Ериставт-еристави – Най-влиятелните и крупни еристави.
- Еристави – Владетели на големи, обикновено погранични княжества, наричани ериставства. Те са главнокомандващи на големи войскови подразделения и съветници на царя. Някои от тях са практически независими от царската власт.[5]
- Мтавари – Полунезависими васални князе на царя и ериставите, но някои от тях водят самостоятелна политика. Наследствени владетели на големи територии, наричани самтавро.[5]
- Тавади
- Дидебули – Принадлежат към висшия слой на феодалната класа и през 7 – 9 век образуват групата на дид-диди азнаурите. Когато през 15 век феодалната аристокрация се оформя в отделното съсловие на тавадите, дидебулите тавади, или просто дидебулите, са прослойката, притежаваща най-обширните владения и заемащи най-висшите длъжности.[4][5]
- Азнаури – Благородници, привилегировани земевладелци, основната маса от феодалите. Това са дворяни във васална зависимост от царя, от тавадите или от църквата. Делят се на три групи – царски, княжески и църковни. Титлата може да бъде дадена и от тавадите за някакви заслуги.[4][5]

## История
Тавадите се появяват в Грузия още преди царската титла, когато страната се управлява от мамасахлиси (старейшини). Родовете на техните по-млади братя, които получават поземлени имоти, съставят фамилиите на тавадите. От тях постепенно се развива княжеското съсловие на Грузия. Много от техните представители, използвайки различни благоприятни условия, управляват наследствените си имоти автономно, без да се подчиняват на царската власт.
За да запазят силата и влиянието на рода, тавадските фамилии обикновено се стремят да не раздробяват родовите си владения. Главата на клана, носещ титлата тавад, е едноличен собственик и управител на ставадо и получава по-голямата част от доходите от него. Част от приходите обаче е предназначена за негови по-млади роднини, които носят титлата тавадишвили (деца на тавада). Главата на рода притежава основната наследствена родова крепост, а неговите роднини живеят в други владения, също собственост на фамилията.
Някои тавадски родове, формално подчинени на царя или мтаварите, в течение на десетилетия и даже столетия, водят самостоятелна политика. Те воюват със своите сюзерени и ревниво защитават независимостта на своите наследствени владения.
В по-късно време тавадите произлизат само от грузинските царски или княжески родове. Титлата може да се получи и от член на дворянското съсловие като царско признание за някакви заслуги. Има няколко задължителни, но не достатъчни условия за получаването на тази титла:
- Кандидатът трябва да притежава 2 – 3 крепости.
- Да владее няколко села, заедно със селяните. Властта на тавадите над тях е неограничена.
- Да притежава състояние, което му дава възможност да поддържа живот, подходящ за достойнството на князете.
- Да има църква, или манастир, където да бъдат погребвани членовете на семейството.
- Да има в зависимост няколко дворяни.

Сред тавадските родове има немалко старинни семейства, известни още от първите векове на грузинското царство. Някои от тях са съхранили фамилните си имена, а други са приели нови. Някои княжески фамилии са образувани от названието на придворни и административни длъжности, които са били заемани от членове на рода, например Дадиани, Амилахвари, Тархан-Моурави и други.

## Степени
През 18 век, по време на царя-законодател Вахтанг VI са въведени три степени на титлата тавади:
- За компенсация за кръвта (убийството) на тавади от първа степен е определена сумата от 15360 сребърни рубли.
- За тавади от втора степен – 7680 сребърни рубли.
- За тавади от трета степен – 3840 сребърни рубли, толкова, колкото и за кръвта на архимандрит.

Някои родове губят своя статус, а други получават титлата тавади. Намаляването на благосъстоянието на някой от тавадите води до понижение в йерархията с една степен надолу, или въобще до лишаване от този сан. Други, като рода Амилахвари, получават своите владения, длъжности и титлата тавади като награда за самопожертвователността на един от предците, който с цената на собствения си живот спасява от покушение цар Георги VIII.